# Menander hebrus
Menander hebrus är en fjärilsart som beskrevs av Pieter Cramer 1775. Menander hebrus ingår i släktet Menander och familjen Riodinidae. Inga underarter finns listade i Catalogue of Life.

## Bildgalleri

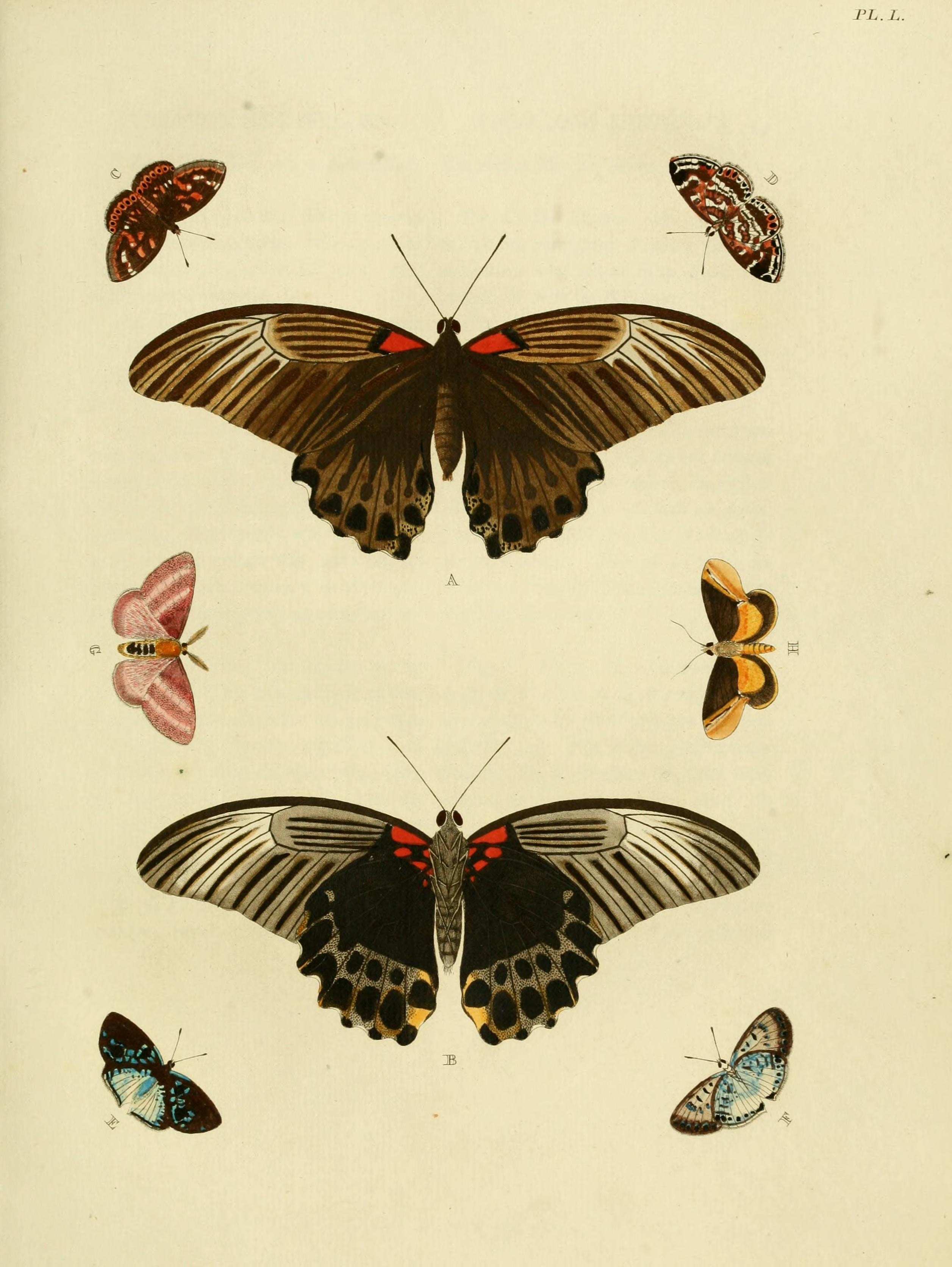